# Stapeltor Soziokulturelles Zentrum
Das Stapeltor (vollständiger Name Stapeltor soziokulturelles Zentrum; auch Soziokulturelles Zentrum Stapeltor 47) im nordrhein-westfälischen Duisburg ist ein selbstverwaltetes soziokulturelles Zentrum. Es wurde nach seiner Lage an der Straße Stapeltor 6 im Stadtbezirk Mitte benannt.

## Geschichte
Das Stapeltor steht in einer Tradition mit anderen soziokulturellen Zentren in Duisburg. Besondere Bedeutung für das Zentrum hat das zwischen 1974 und 1987 bestehende Eschhaus, das sich mit seiner Lage an der Niederstraße auch in räumlicher Nähe zum heutigen Stapeltor befand und zu den ältesten Standorten für Soziokultur in Deutschland gehörte. 1998 entstand in Duisburg außerdem das HundertMeister am Dellplatz, das schließlich 2011 in ein kommerziell betriebenes Restaurant umgewandelt wurde. In den Stadtbezirken existierten weitere Projekte, die allerdings zumeist nur lokale Bedeutung für die Anwohner besaßen.
In den 2000er und 2010er Jahren war Duisburg die einzige Großstadt in Deutschland, der ein zentrales soziokulturelles Zentrum fehlte. Mit Hausbesetzungen versuchten einzelne Interessengruppen, darunter „DU it yourself“ auf die prekäre Situation aufmerksam zu machen. In der Regel blieben die Projekte allerdings kurzlebig. 2012 veranstaltete der damalige Kreativkreis unter dem Titel „Recht auf Stadt“ eine Konferenz im Stadtteil Ruhrort. In mittelbarer Folge wurde 2016 erstmals ein Kulturentwicklungsplan für die Stadt verabschiedet.
Erste Erfolge konnten mit dem im Stadtteil Hochfeld verorteten „Syntopia“ und dem Ladenprojekt „47“ in der Altstadt realisiert werden. Einen Rückschlag erlebte die Stadt mit der Schließung der Alten Feuerwache in Hochfeld, wo zwischen 2006 und 2018 in unregelmäßigen Abständen soziokulturelle Veranstaltungen stattgefunden hatten. Als Alternative bot der Eigentümer der Immobilie Stapeltor 6 der Interessengemeinschaft „DU erhält(st) Kultur“ die Räumlichkeiten für den Aufbau eines zentral gelegenen soziokulturellen Zentrums an.
In der Folge wurden die Interessen vonseiten der Bürgerschaft in einer „Ermöglichungsgruppe“ koordiniert. Am 19. September 2019 befasste sich erstmals der Kulturausschuss in einer Sitzung mit dem Projekt. Mit einer Ideenwerkstatt begann das Stapeltor seinen Betrieb als „Ort der Zusammenkunft für Bürgerinnen und Bürger aller Stadtteile Duisburgs“ im November 2019. In den folgenden Monaten wurde die Baustelle bereits teilweise als soziokulturelles Zentrum bespielt. Dabei verteilte man die Leitungspositionen auf mehrere Köpfe, wobei sowohl Kulturschaffende aus Duisburg als auch Studierende der Universität Duisburg-Essen in die Organisation einbezogen wurden. In den ersten Jahren wurde das Zentrum von Christian Wagemann geleitet, seit 2024 sind Amira Bakhit und Jonas Tutkun als Leiter tätig.

## Angebot
Das Stapeltor bietet ein vielfältiges Angebot an verschiedenen Formaten. Bespielt werden am Standort Stapeltor 6, einer ehemaligen Textilgroßhandlung, insgesamt drei Geschosse, die mit den Bezeichnungen „stapelhoch“ und „stapeltief“ versehen wurden. Hier bestehen Seminarräume, ein Café, eine Partylocation und ein Außenbereich.
- Stapeljugend – Urban Orange
- space 47
- Kreativ-Workshops
- Küche für alle
- Konzerte u. a. Acht Eimer Hühnerherzen, Amewu, Lisa, MC Smook, Sebastian Dey